# Ёдва (сельское поселение)
Ёдва — административно-территориальная единица (административная территория посёлок сельского типа с подчинённой ему территорией) и муниципальное образование (сельское поселение с полным официальным наименованием муниципальное образование сельского поселения «Ёдва») в составе муниципального района Удорского в Республике Коми Российской Федерации.
Административный центр и единственный населённый пункт — посёлок Ёдва.

## История
Статус и границы административной территории установлены Законом Республики Коми от 6 марта 2006 года № 13-РЗ «Об административно-территориальном устройстве Республики Коми».
Статус и границы сельского поселения установлены Законом Республики Коми от 5 марта 2005 года № 11-РЗ «О территориальной организации местного самоуправления в Республике Коми»

## Население
| 2010  | 2011  | 2012  | 2013  | 2014  | 2015  | 2016  |
| ----- | ----- | ----- | ----- | ----- | ----- | ----- |
| 1428  | ↘1425 | ↘1417 | ↘1405 | ↘1395 | ↘1366 | ↘1307 |
| 2017  | 2018  | 2019  | 2020  | 2021  |       |       |
| ↘1301 | ↘1236 | ↘1203 | ↘1183 | ↘278  |       |       |